# Kismartoni járás
A Kismartoni járás (németül Bezirk Eisenstadt-Umgebung) Ausztriában, Burgenland tartomány északi részén található.

## Fekvése
A Fertő nyugati partján terül el, Ruszt és Kismarton városa közigazgatásilag nem tartozik hozzá. Északról a Bruck an der Leitha-i járás (Bezirk Bruck an der Leitha, Alsó-Ausztria), keletről a Nezsideri járás (Burgenland), délről Győr-Moson-Sopron vármegye (Magyarország), délnyugatról a Nagymartoni járás (Burgenland), nyugatról a Bécsújhely-vidéke járás (Bezirk Wiener Neustadt-Land, (Alsó-Ausztria), északnyugatról a Badeni járás (Bezirk Baden, Alsó-Ausztria) határolja.

## Földrajz
Északnyugati része a Lajta-hegységbe esik. Keleten a Fertő határolja. Közöttük a vidék síkság.

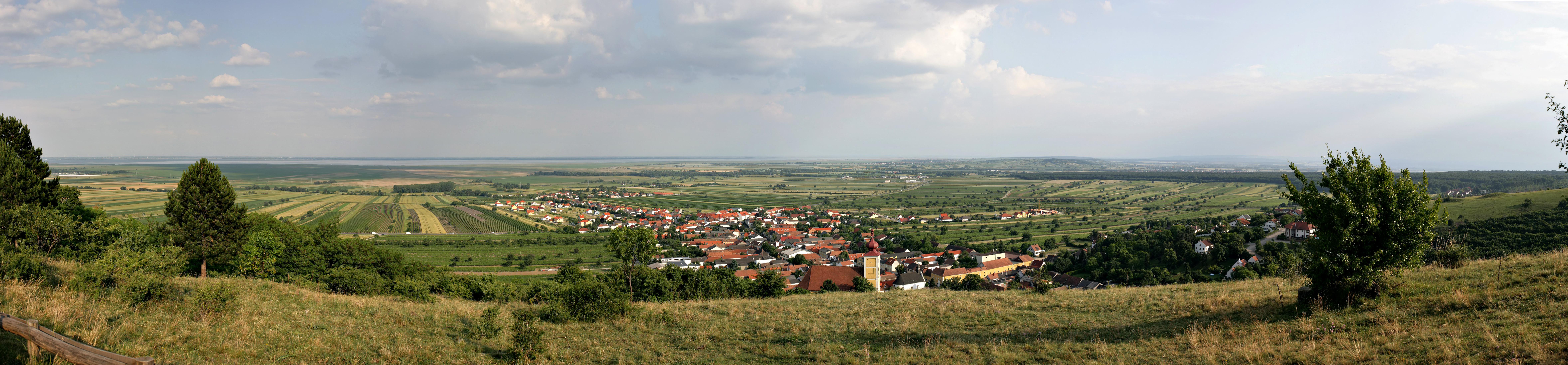
Fertőfehéregyházi panoráma, háttérben a Fertő

## Története
A trianoni békeszerződésig Magyarországhoz, Sopron vármegyéhez tartozott, majd Ausztriához került.

## Települések
| Város (Stadt) - Feketeváros (Purbach am Neusiedler See) - Lajtaújfalu (Neufeld an der Leitha) Mezőváros (Marktgemeinde) - Büdöskút (Steinbrunn) - Cinfalva (Siegendorf) - Fertőfehéregyháza (Donnerskirchen) - Fertőszéleskút (Breitenbrunn) - Nagyhöflány (Großhöflein) - Oka (Oggau am Neusiedler See) - Szarvkő (Hornstein) - Szentmargitbánya (Sankt Margarethen im Burgenland) - Vulkapordány (Wulkaprodersdorf) | Község (Gemeinde) - Darázsfalu (Trausdorf an der Wulka) - Fertőmeggyes (Mörbisch am See) - Kelénpatak (Klingenbach) - Lajtapordány (Leithaprodersdorf) - Lajtaszék (Stotzing) - Lorettom (Loretto) - Szárazvám (Müllendorf) - Oszlop (Oslip) - Sérc (Schützen am Gebirge) - Vimpác (Wimpassing an der Leitha) - Völgyfalva (Zillingtal) - Zárány (Zagersdorf) |